# Rów Nowohebrydzki
Rów Nowohebrydzki – rów oceaniczny, położony jest w południowo-wschodniej części Oceanu Spokojnego, w Basenie Nowohebrydzkim na szerokości geograficznej równej 20°36´S i długości 168°37´E. Zajmuje siódmą pozycję na liście najgłębszych rowów oceanicznych. Jego głębokość sięga 9174 m. Rozciąga się po południowo-wschodniej stronie Grzbietu Huntera i wzdłuż zachodnich wybrzeży Nowych Hebrydów (wyspy oddalone około 1700 km na północny wschód od Australii) na długości 1200 km.